# Arben
Arben ist ein albanischer männlicher Vorname. Der Name setzt sich zusammen aus den albanischen Begriffen „ar“ (Gold) und „ben“ (machen) und bedeutet „der Mann aus Arbëresh“, „Goldjunge“, „Goldbringer“, „Goldmacher“ oder „Goldreicher“. Weitere Varianten des Namens sind Arber und Arbnor. Weiblichen Formen des Namens sind Arbenita und Arbana. Die Namensherkunft geht auf die albanische Minderheit der Arbëresh in Italien zurück. Die älteste bekannte Inschrift des Namens Arben stammt aus dem 1. bis 2. Jahrhundert und wurde in der heutigen Stadt Pljevlja in Montenegro in der römischen Provinz Dalmatien gefunden.

## Bekannte Namensträger
- Arben Ahmetaj, albanischer Politiker (geboren 1969)
- Arben Arbëri, Fußballspieler
- Arben Bajraktaraj, französischer Schauspieler (geboren 1973)
- Arben Basha, albanischer Filmkulissenmaler (geboren 1947)
- Arben Biba, albanisch-kosovarischer Schauspieler (geboren 1976)
- Arben Dawitian, armenisch-russischer Revolutionär (1895–1944)
- Arben Hajrullahu, kosovarischer Hochschullehrer und Rektor (geboren 1975)
- Arben Imami, albanischer Politiker (geboren 1958)
- Arben Malaj, albanischer Politiker (geboren 1961)
- Arben Minga, albanischer Fußballspieler (1959–2007)
- Arben Morina, albanischer Maler (geboren 1956)
- Arben Selmani, österreichischer Fußballspieler (geboren 1987)
- Arben Shehu, albanischer Fußballspieler (geboren 1980)
- Arben Spahiu, albanischer Violinist (geboren 1966)
- Arbën Xhaferi, mazedonischer Politiker (1948–2012)

## Filme
Der Protagonist in dem Spielfilm Der Albaner aus dem Jahr 2010 trägt den Namen Arben.